# تپه ساعتلو (بیگلر)
تپه ساعتلو (بیگلر) مربوط به دوران پیش از تاریخ ایران باستان - دوران‌های تاریخی پس از اسلام است و در نازلوچای، داخل شهر واقع شده و این اثر در تاریخ ۱ آبان ۱۳۴۴ با شمارهٔ ثبت ۴۴۸ به‌عنوان یکی از آثار ملی ایران به ثبت رسیده است.